# Trisha Paytas
Trisha Kay Paytas (* 8. května 1988 Riverside) je americká youtuberka, modelka, zpěvačka a internetová celebrita.

## Mládí
Paytas se narodila 8. května 1988 v Riverside. Je dcerou Franka a Lenny. Když jí byly tři roky, rodiče se rozvedli a ona se s matkou přestěhovala do Freeportu, kde strávila větší část svého dětství. Má dva sourozence, bratra a nevlastní sestru. V patnácti letech se přestěhovala do Kalifornie, kde žila se svým otcem a bratrem. O rok později se vrátila do Illinois, kde navštěvovala střední školu v Pecatonice. Je maďarského původu.

## Kariéra

### 2006-2012: Začátek na Youtube
Poté, co se přestěhovala do Los Angeles a začala se věnovat herecké kariéře, se Paytasová začala profesionálně věnovat modelingu dámského spodního prádla a živila se jako striptérka. 3. ledna 2007 Paytasová založila svůj kanál na platformě YouTube s názvem blndsundoll4mj. Původně měl být kanál věnován jejímu idolu Quentinu Tarantinovi, ale krátce po založení kanálu se zaměřila na videa o jiných tématech. V letech 2008 až 2011 se objevila v několika televizních pořadech, včetně The Ellen DeGeneres Show a Modern Family. Objevila se také ve videoklipech Eminema a Amy Winehouse.

### 2006-2017: Úspěch online a hudba
V roce 2014 založila druhý kanál Trisha Paytas, kam vkládá vlogy. Na kanálu se také časem objevil mukbang. 29. června 2015 vydala EP Superficial Bitch. O rok později vydala další EP Daddy Issues. Po jedenácti dnech opustila 20. ročník soutěže Celebrity Big Brother.

### 2018 - současnost: turné a podcasty
V únoru 2019 vydala coververzi písně Shallow od Lady Gaga a Bradleyho Coopera. Píseň získala za 4 dny více než 1 milion zhlédnutí. Později téhož roku se vydala na turné The Heartbreak Tour, aby propagovala svou hudbu. V říjnu 2019 obnovila svůj podcast The Dish with Trish, který byl v srpnu 2020 zrušen. Od září 2020 do června 2021 moderovala podcast Frenemies s Ethanem Kleinem, který se zaměřoval na sociální média. Od roku 2021 je aktivní na Tik Tok a Only Fans.

## Soukromý život
Paytas má za sebou několik vztahů. V letech 2014 až 2016 chodila s tanečníkem Seanem van der Wiltem a v letech 2017 až 2019 s youtuberem Jasonem Nashem. V roce 2020 navázala vztah s izraelským umělcem Mosesem Hacmonem. Vzali se 11. prosince 2021. Mají spolu dvě dcery narozené v letech 2022 a 2024. 